# Paula Thomas
Paula Thomas (Bradford, Regne Unit, 3 de desembre de 1964), també anomenada Paula Dunn, és una atleta britànica retirada especialitzada en la prova de 4 x 100 m, en la qual va aconseguir ser medallista de bronze europea el 1990.

## Carrera esportiva
En els Jocs de la Commonwealth d'Edimburg de 1986 va guanyar la medalla d'or en els relleus de 4 x 100 metres, amb un temps de 43.39 segons, per davant del Canadà i Gal·les.
En el Campionat Europeu d'Atletisme de 1990 va guanyar la medalla de bronze en els relleus 4 x 100 metres, amb un temps de 43.32 segons, arribant a meta després d'Alemanya de l'Est i Alemanya de l'Oest, sent les seves companyes d'equip: Stephanie Douglas, Beverly Kinch i Simone Jacobs.